# 八王子学園八王子高等学校・中学校
八王子学園八王子中学校・高等学校（はちおうじがくえんはちおうじちゅうがっこう・こうとうがっこう）は、東京都八王子市台町四丁目にある私立中学校・高等学校である。

## 沿革
- 1928年 - 市川英作と八王子市により多摩勤労中学として設立。
- 1935年 - 八王子中学校に改称。
- 1947年 - 男女共学制実施。
- 1948年 - 学制改革により八王子高等学校に改称。
- 1988年 - 地上6階地下3階の総合体育館完成。
- 1992年 - 制服改定。理科総合実験室完成。
- 2000年 - 新校舎第1期第1次工事。9階建て新校舎完成。
- 2001年 - 新校舎第1期第2次工事完成。
- 2003年 - 制服改定。
- 2008年 - 創立80周年記念式典。新校舎完成。
- 2010年 - バスケットボール部がインターハイ初優勝を果たす。
- 2012年 - 八王子学園八王子中学校が開校し、中高一貫教育が開始される。それに伴い、高校も八王子学園八王子高等学校に改称する。
- 2014年 - 高校3コース3クラス3類系制採用。
- 2016年 - 硬式野球部が甲子園初出場を果たす。

## 教育方針
⑴グラデュエーション・ポリシー －育成を目指す資質・能力
- ①個人の価値を尊び、多様性を尊重する人間を育成する
- ②自己の可能性を信じ、向上心を忘れない人間を育成する
- ③広い視野に立って物事を考え、人類の平和の実現に貢献できる人間を育成する
- ④豊かなコミュニケーション能力を持ち、協調性、公共性に富んだ人間を育成する

⑵カリキュラム・ポリシー －教育課程の編成及び実施
- ①大学進学後の専門的な学びを見据え、基礎から発展に至る知識を幅広く学習する
- ②専門科目や課題研究、主権者学習を推進し、問題解決に取り組む姿勢を身に付ける
- ③教科の学習、特別活動、留学、研修等を通じて異文化に触れ、国際理解を深める
- ④読書体験や芸術鑑賞等を通じて、豊かな感性や探究心を育む

⑶アドミッション・ポリシー －入学者の受け入れ
- ①物事の本質や基礎を大切にする人
- ②多くの人との出会いを楽しみたい人
- ③自分の可能性を信じ、努力と挑戦を惜しまない人[1]

## 設置コース（高等学校）
100周年に向けた教育として全てのコースが普通科に属しながら、三つのコースを展開している。

### 文理コース
- 特選クラス(2023年設置。国公立では東京大学や各大学医学部、私立では早稲田大学や慶應義塾大学など、最難関大学への合格を目指す。また探究型の先端的な学びも導入し、人間的に優れ、社会に貢献できる人材を育てることも大きな目的)
- 特進クラス（東大をはじめとする難関国公立大学と早慶上理に重点を置き、独自のカリキュラムで合格を目指す)
- 進学クラス（MARCHレベル以上への進学とクラブ活動の高いレベルでの「文武両道」を目指す）

### 総合コース
文系4年制大学、音楽系大学、美術系大学への進学を目指す3つの類系がある。
- リベラルアーツ系
- 音楽系
- 美術系

### アスリートコース
全国大会を目指すとともに、学力育成により文系4年生大学や体育大学への現役合格を狙う。

## 主な部活動（高等学校）
全国大会出場水準の部活動が多数あり、部活動に力を入れている。

### バスケットボール部
- インターハイ22回出場
- 2010年同大会で初優勝、ウインターカップ18回出場

### 野球部
- 2016年夏（第98回）初出場

### 陸上部
- 毎年インターハイにて入賞。[2]

### 水泳部
- 日本選手権・ジャパンオープンに毎年出場。

### 吹奏楽部
- 同部OBで、東京藝術大学卒の打楽器奏者である髙梨晃教諭が顧問を務める。
- 第35回ウィーン世界青少年音楽祭吹奏楽部門第1位・ウィーン大賞受賞
- これまで、全日本吹奏楽コンクールに7回(2002，2008，2012，2015，2017，2018，2024)出場[3]。
- 2019年、全日本マーチングコンテストにて同部初の金賞を受賞[4]。
- 2022年、日本テレビ系列の番組『1億人の大質問!?笑ってコラえて!』の企画「吹奏楽の旅2022」で取り上げられ、密着取材を受けた[5]。
- 2024年には、6年ぶりとなる全日本吹奏楽コンクール出場を果たし、同部初となる全国大会金賞を受賞した[6]。

## 交通
- JR中央線西八王子駅 徒歩5分

## 著名な出身者

### 政治
- 長田武士（元公明党衆議院議員）

### 研究
- 平塚利男（発明家）

### 実業家
- 橋本貴智（一般社団法人JapanSportsHub代表理事、Ascenders株式会社代表取締役）

### 芸能
- 川瀬賢太郎（指揮者）
- 桑原裕子（劇作家）
- 長谷川博己（俳優）
- 中島唱子（女優）
- 小泉まき（女優）
- 山田充人（ミュージカル俳優）
- 三田明（歌手）
- Mie（JJ専属モデル）
- 安田剛士（漫画家）
- 遠藤明子（タレント）
- DJケミカル（FUNKY MONKEY BABY'S）
- 坪池泉美（NHK交響楽団オーボエ奏者）
- 石村源海（群馬交響楽団トロンボーン奏者）

### スポーツ

#### 野球
- 古谷倉之助（元プロ野球選手、初代本塁打王（タイ）、初代打点王）
- 佐藤一誠（元プロ野球選手）
- 加藤貴大（元プロ野球選手）
- 羽田慎之介（プロ野球選手）
- 桝澤怜（元社会人野球選手、NTT東日本硬式野球部）
- 平田ブルーノ (元社会人野球選手、JR東日本硬式野球部、元WBCブラジル代表)

#### バスケットボール
- 比留木謙司  (トライフープ岡山ヘッドコーチ、元プロバスケットボール選手）
- 多田武史（プロバスケットボール選手）
- 木村圭吾（プロバスケットボール選手、スラムダンク奨学金受賞者）
- 十返翔里（プロバスケットボール選手）
- エルハジ・ワドゥ（元プロバスケットボール選手）
- 山田哲也（元プロバスケットボール選手）
- 井上聡人（元プロバスケットボール選手）
- 兼子勇太（元プロバスケットボール選手)
- 新号健（元プロバスケットボール選手)

#### 水泳
- 高橋英利（水泳選手、アジア競技大会金メダリスト）
- 高橋清美（水泳選手、オリンピック選手）
- 平田政一（水泳選手、アジア競技大会銅メダリスト）
- 田中雅美（水泳選手、オリンピック銅メダリスト）
- 中野高（水泳選手、オリンピック選手）
- 佐野秀匡（水泳選手、アジア競技大会金メダリスト）
- 金田和也（水泳選手、オリンピック選手）

#### その他
- 高城正宏（ボクシング、元日本スーパーフェザー級王者）
- オトジョシュア輝恵（プロラグビー選手）
- 小川直也（柔道家、オリンピック銀メダリスト、プロレスラー）
- 藤阪太郎（柔道家）
- 橋岡優輝（陸上競技選手、オリンピック選手）
- 渡邉大輔（陸上競技選手、シドニーオリンピック代表、現・同校陸上部監督）
- 足立和也（カヌー選手、オリンピック選手、日本代表)
- 飯島愛美（トライアスロン選手、オリンピック選手、グアム代表)

### マスコミ
- 豊崎由里絵（フリーアナウンサー、元・毎日放送アナウンサー）